# Seznam dílů pořadu Legendární komentátoři
Seznam dílů pořadu Legendární komentátoři uvádí přehled všech dílů tohoto seriálu připravovaného Pavlem Zunou pro internetovou televizi MALL.TV.

## Seznam
| Pořadí | Název                                                      | Osobnosti       | Datum premiéry |
| ------ | ---------------------------------------------------------- | --------------- | -------------- |
| 1      | Jaromír Bosák – Ten, který to začal dělat jinak            | Jaromír Bosák   | 2018           |
| 2      | Josef Laufer – Ten, který to všechno začal                 | Josef Laufer    | 2018           |
| 3      | Štefan Mašlonka – Ten, který představil Čechům slovenštinu | Štefan Mašlonka | 2018           |
| 4      | Petr Vichnar – Ten, který nestárne                         | Petr Vichnar    | 2018           |
| 5      | Vít Holubec – Sportu zdar a fotbalu zvlášť!                | Vít Holubec     | 2018           |
| 6      | Luděk Brábník – komentátor a odborník v jedné osobě        | Luděk Brábník   | 2018           |
| 7      | Pavel Čapek – Fotbal jako umělecká disciplína              | Pavel Čapek     | 2018           |
| 8      | Karol Polák – Dramatický umělec za mikrofonem              | Karol Polák     | 2018           |
| 9      | Robert Záruba – Přepište dějiny!                           | Robert Záruba   | 2018           |
| 10     | Luboš Pecháček – Hlas závodních motorů                     | Luboš Pecháček  | 2018           |